# O Independente
O Independente foi um jornal semanário português, fundado em 1988, detido pela SOCI - Sociedade Independente de Comunicação, fundada e presidida por Luís Nobre Guedes. O seu primeiro número foi publicado a 20 de Maio de 1988 e o último no dia 1 de Setembro de 2006. O seu primeiro diretor foi Miguel Esteves Cardoso, coadjuvado por Paulo Portas (que viria a ser o segundo diretor) e sendo subdiretor Manuel Falcão.
A editora SOCI - Sociedade de Comunicação Independente, S.A., constituída em fevereiro de 1988, tinha como acionistas a Cerexport (Nobre Guedes), Joaquim Silveira, Carlos Barbosa, Miguel Anadia, Francisco e Pedro Fino e Frederico Mendes de Almeida.
O projeto influenciou sobremaneira o jornalismo português, ao assumir-se como um contraponto conservador e elitista, mas simultaneamente libertário e culto, à imprensa esquerdista que prevalecia na época. Teve como colaboradores nomes como Agustina Bessa Luís, Vasco Pulido Valente, António Barreto, João Bénard da Costa, Constança Cunha e Sá, Inês Teotónio Pereira, Maria Filomena Mónica, Paulo Pinto Mascarenhas, Pedro Rolo Duarte, Inez Dentinho, João Miguel Fernandes Jorge, Joaquim Manuel Magalhães, M. S. Lourenço, Manuel João Ramos, Maria Afonso Sancho, Leonardo Ferraz de Carvalho, Pedro Ayres Magalhães, Rui Vieira Nery, Vasco Rato, Vítor Cunha ou Edgar Pêra. Atribuiu uma enorme importância à fotografia, contando com o trabalho de fotógrafos importantes como Inês Gonçalves, Daniel Blaufuks, João Tabarra e Augusto Alves da Silva.
Na década de 1990 quase todas as semanas surgia uma manchete denunciando uma figura pública (ministros, governantes, políticos), casos de corrupção, uso indevido de fundos públicos. Várias pessoas terão sido acusadas justamente, mas outras foram consideradas inocentes pelos tribunais e o jornal foi sujeito a vários processos por difamação. Enquanto Portas e Helena Sanches Osório faziam estremecer os alicerces do governo de Aníbal Cavaco Silva, com a denúncia semanal e impiedosa de escândalos políticos, Miguel Esteves Cardoso ocupava-se da parte cultural, no destacável Vida; outras vezes fazia dupla com Paulo Portas em entrevistas a figuras da política e cultura portuguesa. Foi um dos principais responsáveis pelo declínio do cavaquismo, facto que mais tarde iria tornar extremamente difíceis as relações entre o CDS-PP liderado por Paulo Portas, que acabou por iniciar uma carreira política, e o PSD.
Teve também um papel na transformação do CDS em Partido Popular.
Após a saída de Portas, o jornal teve como diretores, sucessivamente, Constança Cunha e Sá, Isaías Gomes Teixeira, Inês Serra Lopes, novamente Miguel Esteves Cardoso e, por fim, Inês Serra Lopes de novo. No início do século XXI entrou em declínio e a consequente queda de vendas (apenas 9 mil nos últimos meses e apenas 1% de audiência), além das baixas vendas, o jornal teve de ainda pagar várias indemnizações a pessoas que se consideravam injustamente acusadas. Em Abril de 2001, O Independente foi adquirido, livre de passivo, à Media Capital por um grupo de investidores encabeçado por Inês Serra Lopes.
A derradeira manchete do jornal diz: "Ponto final" e as suas primeiras páginas contam a história do próprio jornal. Esse último número (955) contém as despedidas de vários jornalistas e colaboradores bem como uma seleccão de primeiras páginas.